# Glyphodes subcrameralis
Glyphodes subcrameralis is een vlinder uit de familie van de grasmotten (Crambidae), uit de onderfamilie van de Spilomelinae. De wetenschappelijke naam van deze soort is voor het eerst voorgesteld door Arnold Pagenstecher in een publicatie uit 1900.
De soort komt voor in Papoea-Nieuw-Guinea.